# Château de Gamberale
Le château de Gamberale est un château situé dans la ville de Gamberale, province de Chieti, dans les Abruzzes, en Italie.